# Jestřáb chilský
Jestřáb chilský (Accipiter chilensis) je druh lesního jestřába, který se vyskytuje na jižním cípu Jižní Ameriky.

## Systematika
Druh poprvé popsala dvojice německých ornitologů Rodolfo Amando Philippi a Christian Ludwig Landbeck v roce 1864 jako Accipiter chilensis.
Ještě donedávna byl jestřáb chilský považován za konspecifický k jestřábu neotropoickému (Accipiter bicolor), se kterým je úzce příbuzný, avšak na základě zbarvení opeření, vokalizace a jiného typu stanoviště je nyní považován za samostatný druh.

## Popis

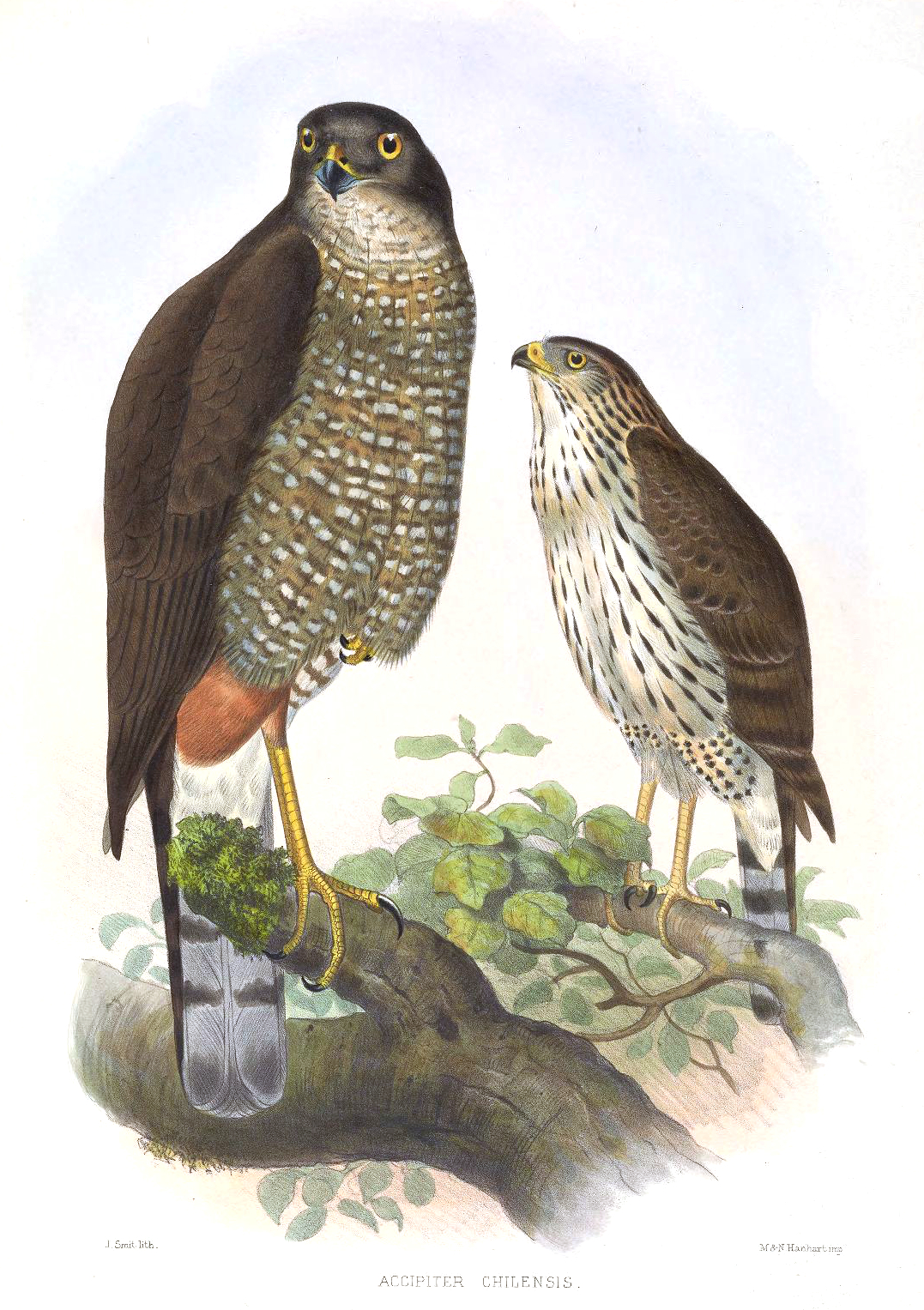
Ilustrace páru jestřábů chilských (Joseph Smit, 1869)

Samice jsou větší než samci. Jestřáb chilský má tmavě šedý hřbet s tmavými pruhy přes letky. Spodní strana letek je bělavá s širokými černými pruhy. Spodní partie jsou narezavělé až šedé, často se skořicovočervenými pruhy přes hruď. Mohutní spodní krovky ocasní jsou bílé. Ocas je šedý se širokými černými příčnými pruhy. Žluté nohy mají dlouhé prsty, zobák je černý s namodralým kořenem. Ozobí a neopeřený oční kroužek jsou žluté. Duhovky jsou žluté, oranžové nebo červené.

## Výskyt
Jestřáb chilský se vyskytuje na jihu Jižní Ameriky v jihozápadní Argentině a jižním Chile. Obývá zalesněné oblasti od mořské hladiny do hranice lesa v maximální výšce 1700 m n. m.

## Biologie a ekologie
V andském pabukovém (Nothofagus sp.) lese severní Patagonie v době hnízdění se jestřábi chilští živili prakticky jen jinými ptáky, kteří tvořili 97,8 % složky jejich jídelníčku. K nejčastěji loveným ptákům patřili menší pěvci, jako je drozd falklandský (Turdus falcklandii), elenie bělokorunkatá (Elaenia albiceps), čížek vousatý (Carduelis barbata), tyranovec rudooký (Xolmis pyrope) nebo hrnčiřík ostnoocasý (Aphrastura spinicauda). Zbývající část potravy tvořili hlodavci a hmyz. Vedle zmíněných typů kořisti může občas ulovit i plaza.
Zahnizďuje v suchých měsících od pozdního září do poloviny prosince, tedy od počátku jara do konce léta. Oválné hnízdo z chrastí si staví vysoko v korunách stromů. Samice snáší 2–3, někdy až 4 bílá vejce. Samice inkubuje kolem jednoho měsíce za sporadického přispění samce. Potravu ptáčatům shání samec, který ji sice donáší na hnízdo, avšak ptáčatům ji většinou předává samice. K výletu z hnízda dochází asi po měsíci.